# Landtagswahlkreis Dortmund II
Der Landtagswahlkreis Dortmund II ist ein Landtagswahlkreis in Dortmund in Nordrhein-Westfalen. Seit der Landtagswahl in Nordrhein-Westfalen 2022 umfasst er die Kommunalwahlbezirke 1 bis 3, 5 bis 7, 11 bis 14 und 29 und damit die östliche und südliche Kernstadt sowie Gebiete im nördlichen Stadtgebiet.

## Geschichte
Von 1980 bis 1995 bildeten die Stadtbezirke Innenstadt-Nord und Innenstadt-Ost den Wahlkreis Dortmund II. Bei der Wahl 2000 kam ein Teil von Hörde hinzu. Zur Wahl 2005 wurde dieser abgetreten, dafür kamen der Stadtbezirk Eving hinzu. Seit der Landtagswahl 2022 orientiert sich der Zuschnitt an den Kommunalwahlbezirken. Der Wahlkreis Dortmund II wurde dabei vergrößert.

## Landtagswahl 2022
Ergebnis der Landtagswahl 2022
| Direktkandidat          | Partei           | Erststimmen in % | Zweitstimmen in % |
| ----------------------- | ---------------- | ---------------- | ----------------- |
| Volkan Baran            | SPD              | 34,2             | 32,4              |
| Alexander Omar Kalouti  | CDU              | 22,2             | 23,1              |
| Katrin Lögering         | GRÜNE            | 22,7             | 22,2              |
| Nils Mehrer             | FDP              | 4,5              | 4,8               |
| Sonja Lemke             | LINKE            | 3,9              | 3,4               |
| Wolfgang Seitz          | AfD              | 5,7              | 5,5               |
| Michael Badura          | Tierschutzpartei | 2,1              | 1,9               |
| Lisa Veronique De Zanet | Die PARTEI       | 3,0              | 2,3               |
|                         | Sonstige         | 1,7              | 4,4               |

## Landtagswahl 2017
Wahlberechtigt waren 87.570 Einwohner.
| Direktkandidat         | Partei     | Erststimmen in % | Zweitstimmen in % |
| ---------------------- | ---------- | ---------------- | ----------------- |
| Volkan Baran           | SPD        | 39,1             | 35,1              |
| Magnus Espeloer        | CDU        | 27,0             | 21,9              |
| Ulrich Langhorst       | GRÜNE      | 8,8              | 8,8               |
| Frieder Löhrer         | FDP        | 7,9              | 9,9               |
| David Grade            | Piraten    | 2,7              | 1,5               |
| Iris Bernert-Leushacke | LINKE      | 8,9              | 8,7               |
| –                      | AfD        | –                | 7,9               |
| Stefan Dondrup         | Die PARTEI | 3,3              | 1,6               |
| Siegfried Borchardt    | Die Rechte | 2,0              | 0,4               |
| Gerhard Pfisterer      | MLPD       | 0,2              | 0,2               |
| –                      | Übrige     | –                | 4,0               |

Der Wahlkreis wird im Landtag durch den erstmals gewählten Wahlkreisabgeordneten Volkan Baran (SPD) vertreten.

## Landtagswahl 2012
Wahlberechtigt waren 89.716 Einwohner.
| Direktkandidat       | Partei       | Erststimmen in % | Zweitstimmen in % |
| -------------------- | ------------ | ---------------- | ----------------- |
| Gerda Kieninger      | SPD          | 49,9             | 45,6              |
| Thomas Bahr          | CDU          | 20,0             | 15,9              |
| Syziye Altundal-Köse | GRÜNE        | 12,4             | 14,4              |
| Monika Ingendorf     | FDP          | 3,4              | 6,2               |
| Birgit Rydlewski     | PIRATEN      | 9,7              | 9,1               |
| Nora Wingenfeld      | LINKE        | 4,2              | 4,2               |
| Hans-Josef Tokarski  | Freie Wähler | 0,4              | 0,1               |
| –                    | Übrige       |                  | 7,8               |

## Landtagswahl 2010
Wahlberechtigt waren 90.417 Einwohner.
| Direktkandidat   | Partei    | Erststimmen in % | Zweitstimmen in % |
| ---------------- | --------- | ---------------- | ----------------- |
| Eleonora Faust   | CDU       | 25,9             | 24,1              |
| Gerda Kieninger  | SPD       | 44,3             | 41,0              |
| Ingrid Reuter    | GRÜNE     | 14,4             | 14,7              |
| Stefan Dettke    | FDP       | 3,8              | 4,6               |
| Helmut Eigen     | LINKE     | 8,2              | 8,4               |
| Axel Thiene      | NPD       | 1,7              | 1,2               |
| Horst Oberem     | RENTNER   | 1,1              | 0,8               |
| Eckert Strehl    | BüSo      | 0,3              | 0,1               |
| Dagmar A. Ludwig | Westfalen | 0,4              |                   |

## Landtagswahl 2005
Wahlberechtigt waren 91.787 Einwohner.
| Direktkandidat            | Partei | Stimmen in % |
| ------------------------- | ------ | ------------ |
| Gerda Kieninger           | SPD    | 47,6         |
| Roswitha Decking-Hartleif | CDU    | 31,7         |
| Sascha Bensing            | FDP    | 4,4          |
| Daniela Schneckenburger   | GRÜNE  | 8,9          |
| Gerd Amling               | REP    | 0,9          |
| Helmut Manz               | PDS    | 2,0          |
| Eckhard Strehl            | BüSo   | 0,4          |
| Michael Melkis            | NPD    | 1,2          |
| Klaus Peter Knabe         | WASG   | 2,8          |